# Sunčano sljepilo
Zasljepljenost je smetnja koja nastaje direktnim utjecajem svjetla, bez obzira na temperaturu - pa se može dogoditi i zimi. 
Sunčano sljepilo se javlja zbog prevelike količine direktnog ili reflektiranog svjetla - za vrijeme ili nakon dugotrajnog naprezanja vida i gledanja svijetlih ili blistavih površina, kao što su površina mora, svijetli kamen, ili čak površina snijega. Opasnosti od ovakvog poremećaja su posebno skloni nautičari, vozači na duge staze, ribolovci i planinari. 
Nakon dugog gledanja u blistavu površinu vode ili kamena, može se dogoditi nekoliko problema s vašim okom: mišići koji stišću zjenicu mogu se zgrčiti, pa se zjenice ili drastično stisnu ili prošire, a i očni živci lošije prenose informaciju. Simptomi su slični kratkotrajnoj zasljepljenosti - međutim traju neobično dugo i osoba često satima ne može normalno gledati. Vid je pomućen i sve je presvijetlo ili pretamno.
Za zaštitu očiju, posebno kod dugotrajnog gledanja u vodu, preporučaju se kvalitetne sunčane naočale sa staklenim vizirom i zajamčenom UV zaštitom - jer oči i vid mogu stradati od vidljivog svjetla, ali i nevidljivih sunčevih zračenja. 
Ako se pojave simptomi sunčanog sljepila, odnosno dugotrajne zasljepljenosti, potrebno je boraviti u mračnoj prostoriji, stavljanje hladnih obloga na oči i izbjegavanje izlaska na svjetlo. Ako simptomi potraju potrebno je kontaktirati liječnika.
Osim zasljepljenosti, sunčeve (UV) zrake mogu uzrokovati i dugotrajne probleme kao što su otvrdnjavanje rožnice ili oštećenja vidnog živca.